# گوگل اسکالر
گوگل اسکالر (به انگلیسی: Google Scholar) جستجوگری از شرکت گوگل است که امکان جستجوی واژه‌های کلیدی در مقاله‌ها، رساله‌های علمی و گزارش‌های فنی را فراهم می‌کند.
مواد موجود در رشته‌های مختلف دانشگاهی از پزشکی و فیزیک گرفته تا اقتصاد و علوم کامپیوتر در حوزۀ جستجوی این ابزار رایگان قرار می‌گیرد.
نتایج جستجو بر اساس میزان ارتباط با واژۀ جستجوشده فهرست می‌شود. برخلاف موتور جستجوی همگانی گوگل، در گوگل اسکالر مرتب کردن یافته‌ها بر اساس میزان ارجاع به آن توسط دیگر مؤلفان است و نه صرفاً دفعات بازدید یا پیوند به آن در اینترنت.

## معرفی
می‌توان گفت که گوگل اسکالر بخش ویژهٔ کاوش در مطالب علمی و پژوهشی است. شما با این کاوشگر می‌توانید در منابع دانشگاهی و پژوهشی شامل مقالات، رساله‌های دانشگاهی، کتاب‌ها، چکیده‌ها و متون حقوقی و قضایی به جستجو بپردازید. منابع جستجوشونده از پایگاه‌های ناشران دانشگاهی، انجمن‌های علمی، گنجینه‌های برخط، دانشگاه‌ها و دیگر پایگاه‌های علمی و پژوهشی خواهد بود.
گوگل اسکالر به شما کمک می‌کند که از یک جای مناسب در میان جهانی از پژوهش‌های دانشگاهی و سازمانی به جستجو بپردازید و به اطلاعات مرتبط با زمینهٔ کاری خود دست یابید. این سرویس گوگل می‌کوشد تا اسناد را به همان شیوهٔ پژوهشگران رتبه‌بندی کند، یعنی متن کامل هر سند را می‌سنجد و در نظر می‌گیرد که از کجا منتشر شده، چه کسی آن را نوشته، چند بار به آن استناد (به انگلیسی: citation) شده و تازه‌ترین استنادها از چه زمانی است. گوگل اسکالر شما را با اسناد کلیدی در هر زمینهٔ پژوهشی آشنا می‌کند و از این راه به همگان فرصت می‌دهد تا بر شانه‌های غول‌ها بایستند و در تولید اسناد علمی آینده نقش داشته باشند.

## توانمندی‌ها
این سرویس توانمندی‌های گوناگونی را در اختیار کاربران ارائه می‌دهد که می‌توان به موارد زیر اشاره کرد:
- امکان جستجوی مقاله‌ها بر حسب سال انتشار
- مشاهدهٔ ارجاع‌ها و جستجو بر اساس آن
- امکان مشاهدهٔ شمار ارجاع‌ها
- یافتن نسخه‌های گوناگون مقاله در اینترنت
- امکان ارائهٔ ارجاع قالب‌بندی‌شدهٔ مقاله با فرمت‌های گوناگون
- نمایش اطلاعات نویسندگان و پژوهشگران برتر